# Vicariato apostólico de El Beni
El vicariato apostólico de El Beni o de Beni (en latín: Vicariatus Apostolicus Benensis) es una circunscripción eclesiástica de la Iglesia católica en Bolivia. Se trata de un vicariato apostólico latino, inmediatamente sujeto a la Santa Sede. Desde el 28 de noviembre de 2020 su vicario apostólico es Aurelio Pesoa Ribera, de la Orden de Frailes Menores.

## Territorio y organización
El vicariato apostólico tiene 150 686 km² y extiende su jurisdicción sobre los fieles católicos de rito latino residentes en casi todo el departamento del Beni, a excepción de las porciones septentrional y occidental que pertenecen a los vicariatos apostólicos de Pando y de Reyes.
La sede del vicariato apostólico se encuentra en la ciudad de Trinidad, en donde se halla la Catedral de la Santísima Trinidad.
En 2020 en el vicariato apostólico existían 24 parroquias.

## Historia
El vicariato apostólico fue erigido el 1 de diciembre de 1917 con el breve Quae catholico nomini del papa Benedicto XV, obteniendo el territorio de la diócesis de Santa Cruz de la Sierra (hoy arquidiócesis de Santa Cruz de la Sierra).
El 29 de abril de 1942 cedió una parte de su territorio para la erección del vicariato apostólico de Pando mediante la bula Ex regionibus Missionalium del papa Pío XII.
El 1 de septiembre de 1942 cedió otra parte de su territorio para la erección del vicariato apostólico de Reyes mediante la bula Quo Christianum Nomen del papa Pío XII.
El 30 de julio de 1982, con la carta apostólica Christifideles Boliviani, el papa Juan Pablo II confirmó a la Santísima Virgen María, venerada con el título de Nuestra Señora de Loreto, como patrona principal del vicariato apostólico.

## Estadísticas
Según el Anuario Pontificio 2021 el vicariato apostólico tenía a fines de 2020 un total de 191 598 fieles bautizados.
| Año                                                                             | Población            | Población | Población      | Sacerdotes | Sacerdotes    | Sacerdotes    | Bautizados por sacerdote | Diáconos permanentes | Religiosos | Religiosos | Parroquias |
| Año                                                                             | Bautizados católicos | Total     | % de católicos | Total      | Clero secular | Clero regular | Bautizados por sacerdote | Diáconos permanentes | Varones    | Mujeres    | Parroquias |
| ------------------------------------------------------------------------------- | -------------------- | --------- | -------------- | ---------- | ------------- | ------------- | ------------------------ | -------------------- | ---------- | ---------- | ---------- |
| 1950                                                                            | 44 500               | 47 260    | 94.2           | 8          |               | 8             | 5562                     |                      |            |            | 8          |
| 1965                                                                            | 75 000               | 80 000    | 93.8           | 20         |               | 20            | 3750                     |                      |            |            | 11         |
| 1970                                                                            | 90 100               | 95 000    | 94.8           | 22         |               | 22            | 4095                     |                      | 22         | 24         |            |
| 1976                                                                            | 92 000               | 100 000   | 92.0           | 22         | 1             | 21            | 4181                     |                      | 25         | 27         | 14         |
| 1980                                                                            | 95 600               | 109 800   | 87.1           | 25         |               | 25            | 3824                     |                      | 33         | 25         | 19         |
| 1990                                                                            | 123 363              | 152 300   | 81.0           | 19         | 1             | 18            | 6492                     |                      | 24         | 43         | 25         |
| 1999                                                                            | 132 000              | 165 900   | 79.6           | 26         | 6             | 20            | 5076                     | 2                    | 25         | 43         | 28         |
| 2000                                                                            | 133 800              | 168 300   | 79.5           | 27         | 7             | 20            | 4955                     | 2                    | 26         | 49         | 30         |
| 2001                                                                            | 137 266              | 170 100   | 80.7           | 22         | 7             | 15            | 6239                     | 2                    | 21         | 52         | 30         |
| 2002                                                                            | 149 400              | 185 000   | 80.8           | 21         | 6             | 15            | 7114                     | 3                    | 21         | 54         | 30         |
| 2003                                                                            | 142 340              | 177 926   | 80.0           | 19         | 6             | 13            | 7491                     | 3                    | 19         | 49         | 30         |
| 2004                                                                            | 145 898              | 182 372   | 80.0           | 19         | 6             | 13            | 7678                     | 3                    | 19         | 53         | 30         |
| 2014                                                                            | 173 900              | 217 000   | 80.1           | 22         | 10            | 12            | 7904                     | 2                    | 19         | 42         | 30         |
| 2017                                                                            | 180 939              | 226 174   | 80.0           | 24         | 12            | 12            | 7539                     | 1                    | 15         | 36         | 30         |
| 2020                                                                            | 191 598              | 239 498   | 80.0           | 25         | 12            | 13            | 7663                     | 1                    | 15         | 30         | 30         |
| Fuente: Catholic-Hierarchy, que a su vez toma los datos del Anuario Pontificio. |                      |           |                |            |               |               |                          |                      |            |            |            |

## Episcopologio
- Ramón Calvó y Martí, O.F.M. † (13 de agosto de 1919-5 de marzo de 1926 falleció)
- Pedro Francisco Luna Pachón, O.F.M. † (10 de julio de 1926-1953 renunció)
- Carlos Anasagasti Zulueta, O.F.M. † (29 de junio de 1953-17 de noviembre de 1986 retirado)
- Julio María Elías Montoya, O.F.M. (17 de noviembre de 1986-22 de febrero de 2020 retirado)[nota 2]
- Aurelio Pesoa Ribera, O.F.M., desde el 28 de noviembre de 2020